# ボニカ '82

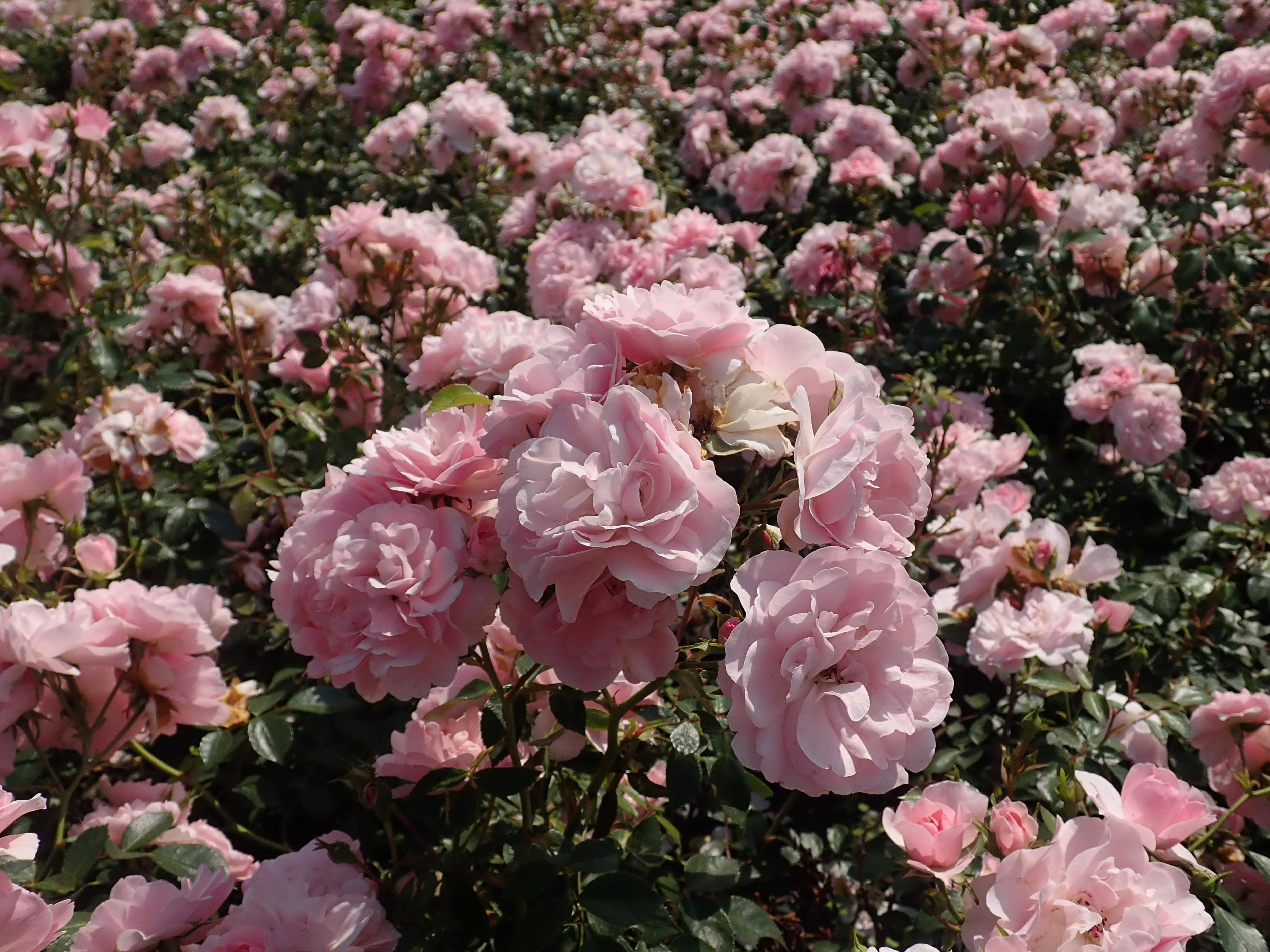
ボニカ 82

ボニカ '82は、バラの園芸品種の1つ。1982年にフランスのメイアン社によって作出された。古い資料には、たんにボニカと書いているものもある。2003年の世界バラ会議グラスゴー大会で「栄誉の殿堂入りのバラ」に選ばれた。
四季咲き・半横張り性のフロリバンダまたはシュラブのバラ。普通は修景バラとして扱われている。ヨーロッパでは人気がある。交配種は、(Rosa sempervirens×Mlle Marthe Carron)×Picasso。樹高は0.8-1.6m、株張りが80-160cm程度に育つ。花径が7-8cmのサーモンピンク色の中輪の花を房咲きでたくさん咲かせる多花性のバラ。花弁の端は色が淡くなる。四季咲き性が強く、耐病性や耐寒性にも優れる。丈夫で手間がかからない。花の香りは、かすかに香る程度の微香。花弁数が多いわりによく実が付くので、継続して咲かせたい場合は花がらを摘む必要がある。1987年に全米バラ選 (AARS) に選ばれている。Meidomonacの名前でも流通している。

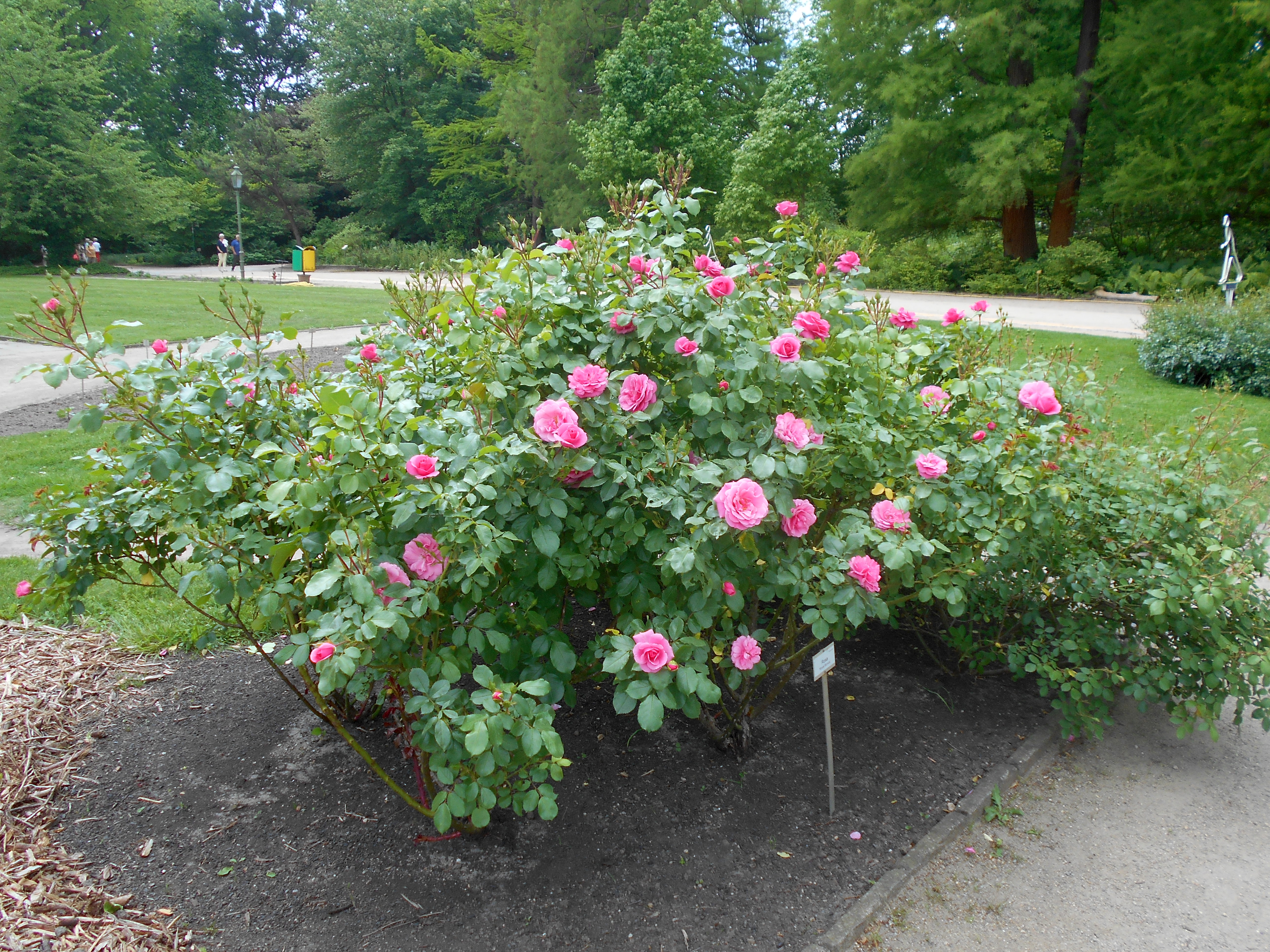
ロイヤル・ボニカ

枝変わりに花色が濃い「ロイヤル・ボニカ」があるが、花弁数が多い、花型が異なる、直立性が強い、実が付かないなど性質がかなり異なる。その他にも、スカーレット・ボニカ、チェリー・ボニカ、バニラ・ボニカがある。これらのうち、チェリー・ボニカは2015年にADR認証を受けた品種である
。チェリー・ボニカはこれ以外にも、2013年にバガテル金賞を受賞した他にも多数の賞を受けている。いずれも、ボニカ '82とはバラの性質が異なる。

### 注
1. ↑  1983年作出と書く本もある[2]。